# Фернандо Амескетарра
Фернандо Амескетарра (баск. Fernando Amezketarra или Pernando Amezketarra, с баск. — «Фернандо из Амескеты»), настоящее имя Фернандо Бенгоэчеа Альтуна (баск. Fernando Bengoechea Altuna; 10 октября 1764, Амескета, Гипускоа, Испания — 9 июля 1823, Амескета, Гипускоа, Испания) — испанский (баскский) певец-берчолари.

## Биография
Родился 10 октября 1764 года в посёлке Амескета, в семье крестьян Мартина Хосе Бенгоэчеа и Хосефы (Хошепы) Антонии Альтуны. Детство провёл в Адуне, откуда был родом его отец. Фернандо был старшим сыном в семье и помогал родителям в воспитании четырнадцати младших детей. Школьного образования не получил. После смерти матери Пернандо (когда ему было 17 лет) его отец снова женился, и в дополнение к девятерым детям, у него появилось ещё шестеро.
3 мая 1790 года женился на Марии Хошепе Сагастуме. Из их девяти детей, двое из которых были приёмными, двое умерли в раннем возрасте.
По основному занятию был пастухом. В неформальной обстановке исполнял импровизированные песни и участвовал в состязаниях певцов-берчолари, а также выступал в роли судьи, когда состязались другие. Известен случай, когда во время поединка между Чабалатеги и Сабалой Фернандо Амескетарра два часа не мог решить, кто более достоин победы, и объявил ничью.
Умер 9 июля 1823 года в Амескете на ферме Асенцин-Чикия.

## Память
Случаи из жизни певца собраны в книге Грегорио де Мухики, неоднократно переиздававшейся.
В 1994—1996 годах был создан мультсериал «Фернандо Амескетарра» на баскском языке, состоящий из 26 серий.
Выражение Pernandoren egia (с баск. — «правда Фернандо») употребляется в баскском языке в значении «очевидный факт».